# سایبوزو
سایبوزو (انگلیسی: Cybozu) شرکت نرم‌افزار ژاپنی است، که در سال ۱۹۹۷ توسط تورا تاکاسوکا تأسیس شد.